# Nodocepheus dentatus
Nodocepheus dentatus är en kvalsterart som beskrevs av Hammer 1958. Nodocepheus dentatus ingår i släktet Nodocepheus och familjen Nodocepheidae.

## Underarter
Arten delas in i följande underarter:
- N. d. dentatus
- N. d. barbatus